# 土手敏行
土手 敏行（どて としゆき、1968年 - ）は、日本の法務官僚。

## 来歴
1991年早稲田大学教育学部卒業後、法務省入省。2017年民事局総務課登記情報管理室長、2019年人権擁護局人権啓発課長、2020年民事局民事第一課長、2022年民事局商事課長、2024年福岡法務局長。

## 著書
- 『ここが知りたい国籍法Q&A』（テイハン） 2022
- 『Q&A商業登記利用案内』（金融財政事情研究会） 2014